# Arabista

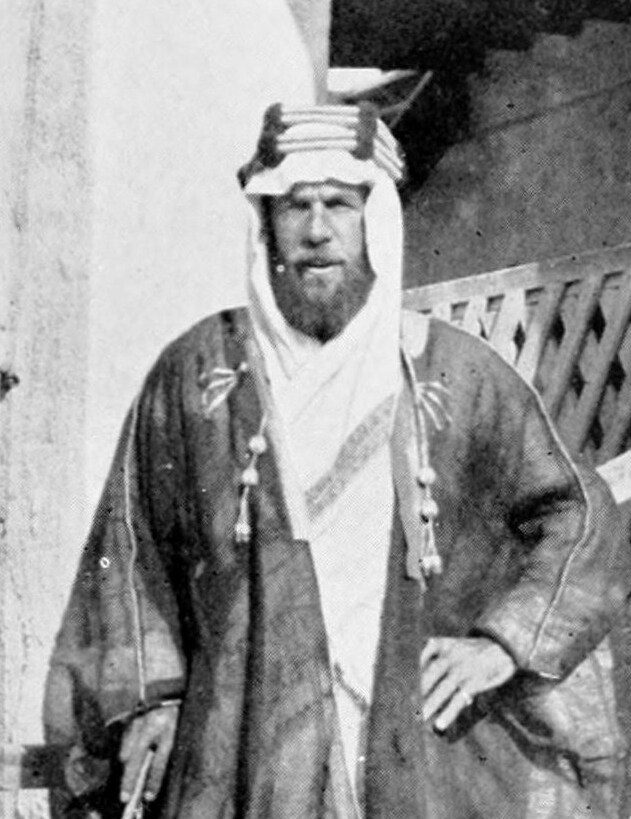
L'arabista britànic St John Philby a Riad

Un arabista és l'estudiós especialitzat en la llengua i la cultura àrab. De la llarga llista de noms importants, poden enunciar-se clàssics com Lévi-Provençal, Dozy, Miguel Casiri, Arberry, Ahlwardt, o els espanyols Diego de Guadix, Julià Ribera, Serafin Fanjul, Miguel Asín Palacios o Emilio García Gómez.

## A la península ibèrica
Al llarg de la seva història, Espanya ha desenvolupat una variada escola de arabistas, des de personatges com el teòleg Juan de Segòvia al segle xv, o ja en el XVI Diego de Guadix o el lexicògraf Pedro d'Alcalá.
A partir del segle xviii la Il·lustració, va recuperar i en certa manera va redescobrir l'important llegat de la civilització hispanomusulmana en la península ibèrica, d'aquest període caldria destacar a Miguel Casiri autor del va catalogar els manuscrits de la biblioteca de Sant Lorenzo de l'Escorial. El seu deixeble José Antonio Conde, va escriure una Història de la dominació dels àrabs a Espanya. L'erudit Pascual Gayangos (1809-1897) va continuar aquesta tradició al segle xix. El seu més important deixeble va ser Francisco Codera Zaidín (1836-1917), en la càtedra d'àrab de la Universitat de Madrid. Est va editar els deu volums de la Bibliotheca Arabico-Hispana.
I ja a la base de l'escola de arabistas espanyols (i amb el posterior suport de les revistes Al-Andalus i Al-Qantara, van sobresortir alúmnos de Codera com Julián Ribera (1858-1934) i Miguel Asín Palacios (1871-1944), que van posar l'arabisme espanyol a nivell europeu, amb la continuació en la tasca del seu deixeble Emilio García Gómez (1905-1995), primera autoritat en l'estudi de les kharges i primer director de l'Escola d'Estudis Àrabs de Madrid. Un dels seus seguidors va ser Julio Cortés Soroa (1924-2009), traductor de l'Alcorà, i autor d'un Diccionari d'Àrab Culte Modern. En un plànol menys acadèmic podrien esmentar-se els assajos d'escriptors com Juan Goytisolo, Cansinos o Luciano Rubio.